# 2 décembre 1947
Le mardi 2 décembre 1947 est le 336e jour de l'année 1947.

## Naissances
- Andy Rouse, pilote automobile anglais
- Bob Perelman, poète américain
- Charles Mungoshi, écrivain zimbabwéen
- Jacky Bitton, batteur, chanteur et parolier
- Jacques Boudinot (mort le 7 mai 1999), entomologiste français
- Jean-Louis Colliot-Thélène, mathématicien français
- Jean-Pierre Havrin, haut fonctionnaire de police
- Moses Mathendele Dlamini, homme politique swazilandais
- Ntare V (mort le 29 avril 1972), roi du Burundi
- Patrice Martin-Lalande, homme politique français
- Patrick Segal, sportif, écrivain, cinéaste et homme politique français
- Rudolf Scharping, personnalité politique allemande

## Décès
- Charles Tombeur de Tabora (né le 4 mai 1867), militaire belge
- Franz Xaver Schwarz (né le 27 novembre 1875), femme politique allemande
- John Campbell (né le 12 septembre 1871), footballeur britannique

## Événements
- Émeutes de Jérusalem de 1947 : des émeutes éclatent à Jérusalem en réponse au plan de partition des Nations unies pour la Palestine.